# Conus verdensis
Espèce
Statut de conservation UICN

 LC D2 : Préoccupation mineure
Conus verdensis est une espèce de mollusques gastéropodes marins de la famille des Conidae.
Comme toutes les espèces du genre Conus, ces escargots sont prédateurs et venimeux. Ils sont capables de « piquer » les humains et doivent donc être manipulés avec précaution, voire pas du tout.

## Description
La taille de la coquille varie entre 13 mm et 23 mm.

## Distribution
Cette espèce est présente dans l'océan Atlantique au large de la côte nord-ouest de l'île de Santiago, Cap-Vert. 

### Niveau de risque d’extinction de l’espèce
Selon l'analyse de l'UICN réalisée en 2011 pour la définition du niveau de risque d'extinction, cette espèce est limitée à un seul site sur une île des îles du Cap-Vert, où la distribution est limitée à seulement 32 km de côte, sans aucune menace connue. Comme l'espèce est présente dans de multiples populations le long de la côte, avec de très faibles niveaux de perturbation par les activités de loisirs, l'espèce est actuellement considérée comme étant de préoccupation mineure. Cependant, si des plans d'infrastructures touristiques ou de développements portuaires se produisent dans l'aire de répartition, alors une évaluation de conservation sera nécessaire. Le volcan de Fogo qui est situé entre les deux îles au large desquelles on trouve cette espèce est le plus actif de l'archipel mais il est peu probable qu'il présente un risque pour cette espèce car il est distant de 65 km de l'aire de répartition (M. J. Tenorio comm. pers. 2011).

## Taxonomie

### Publication originale
L'espèce Conus verdensis a été décrite pour la première fois en 1979 par le malacologiste portugais Herculano Trovão (d) dans « Amphitrite »,.

### Synonymes
- Africonus nelsontiagoi T. Cossignani & Fiadeiro, 2014 · non accepté
- Africonus verdensis (Trovão, 1979) · appellation alternative
- Africonus verdensis verdensis (Trovão, 1979) · non accepté
- Conus (Lautoconus) verdensis Trovão, 1979 · non accepté
- Conus verdensis verdensis Trovão, 1979 · non accepté

### Sous-espèces
- Conus verdensis furnae Rolán, 1990, accepté en tant que Conus furnae Rolán, 1990 (original rank)
- Conus verdensis verdensis Trovão, 1979, accepté en tant que Conus verdensis Trovão, 1979